# Napster
Napster là tên được đặt cho ba dịch vụ trực tuyến tập trung vào âm nhạc. Nó được thành lập như một dịch vụ Internet chia sẻ ngang hàng (P2P) tiên phong, nhấn mạnh việc chia sẻ các tệp âm thanh kỹ thuật số, điển hình là các bài hát âm thanh, được mã hóa ở định dạng MP3. Công ty gặp khó khăn về pháp lý đối với vấn đề vi phạm bản quyền. Nó ngừng hoạt động và cuối cùng đã được Roxio mua lại. Trong lần tái sinh thứ hai, Napster đã trở thành một cửa hàng âm nhạc trực tuyến cho đến khi được Rhapsody mua lại từ Best Buy  vào ngày 1 tháng 12 năm 2011.
Sau đó, các dự án phi tập trung hơn bắt chước việc chia sẻ tệp P2P của Napster, chẳng hạn như Gnutella, Freenet và BearShare. Tuy nhiên, một số dịch vụ, như LimeWire, Scour, Kazaa, Grokster, Madster và eDonkey2000, đã bị gỡ xuống hoặc thay đổi do vấn đề bản quyền.

## Ban đầu
Napster được Shawn Fanning và Sean Parker thành lập. Ban đầu, Napster được Shawn Fanning hình dung là một dịch vụ chia sẻ tệp ngang hàng độc lập. Dịch vụ hoạt động từ tháng 6 năm 1999 đến tháng 7 năm 2001. Công nghệ của nó cho phép mọi người dễ dàng chia sẻ tệp MP3 của họ với những người tham gia khác. Mặc dù dịch vụ ban đầu đã ngừng hoạt động theo lệnh của tòa án, thương hiệu Napster vẫn tồn tại sau khi tài sản của công ty bị thanh lý và bị các công ty khác mua thông qua thủ tục phá sản.

## Lịch sử
Mặc dù đã có các mạng tạo điều kiện cho việc phân phối các tệp trên Internet, chẳng hạn như IRC, Hotline và Usenet, Napster chuyên về các tệp nhạc MP3 và giao diện thân thiện với người dùng. Vào lúc cao điểm, dịch vụ Napster có khoảng 80 triệu người dùng đăng ký. Napster làm cho những người đam mê âm nhạc dễ dàng tải xuống các bản sao của các bài hát mà khó có được, chẳng hạn như các bài hát cũ hơn, bản ghi chưa phát hành, bản thu âm phòng thu và bài hát từ bản ghi âm buổi hòa nhạc Napster mở đường cho các dịch vụ truyền thông trực tuyến và biến âm nhạc thành hàng hóa công cộng trong một khoảng thời gian ngắn.
Các mạng tốc độ cao trong ký túc xá đại học trở nên quá tải, với 61% lưu lượng truy cập mạng ra bên ngoài chỉ dùng để chuyển tập tin MP3. Nhiều trường đại học đã chặn việc sử dụng nó vì lý do này, ngay cả trước những lo ngại về trách nhiệm pháp lý đối với việc vi phạm bản quyền trong khuôn viên trường.

### Phiên bản Macintosh
Chương trình dịch vụ và phần mềm Napster bắt đầu chỉ chạy trên Windows. Tuy nhiên, vào năm 2000, Black Hole Media đã viết một ứng dụng khách Macintosh có tên Macster. Macster sau đó được Napster mua lại và được chỉ định là khách hàng chính thức của Mac Napster ("Napster cho Mac"), tại thời điểm đó, tên Macster đã bị ngừng. Ngay cả trước khi mua lại Macster, cộng đồng Macintosh đã có nhiều ứng dụng khách Napster được phát triển độc lập. Đáng chú ý nhất là ứng dụng khách mã nguồn mở có tên Macstar, được phát hành bởi Squirrel Software vào đầu năm 2000 và Rapster, được phát hành bởi Overcaster Family ở Brazil. Việc phát hành mã nguồn của Macstar đã mở đường cho các máy khách Napster của bên thứ ba trên tất cả các nền tảng điện toán, cung cấp cho người dùng các tùy chọn phân phối nhạc mà không có quảng cáo.

### Những thách thức pháp lý
Ban nhạc heavy metal Metallica đã phát hiện ra bản demo bài hát " I Disappear " của họ đã được lưu hành trên mạng trước khi nó được phát hành. Điều này dẫn đến việc bài hát được phát trên một số đài phát thanh trên khắp Hoa Kỳ và cảnh báo cho Metallica rằng toàn bộ danh mục tài liệu nhạc phòng thu của họ cũng có sẵn trên mạng. Vào ngày 13 tháng 3 năm 2000, họ đã đệ đơn kiện Napster. Một tháng sau, rapper và nhà sản xuất, Dr. Dre, người đã chia sẻ một vụ kiện tụng và công ty pháp lý với Metallica, đã đệ đơn kiện tương tự sau khi Napster từ chối yêu cầu bằng văn bản để loại bỏ các tác phẩm của nhạc sĩ khỏi dịch vụ của mình. Một cách riêng biệt, Metallica và Dr. Dre sau đó đã chuyển đến Napster hàng ngàn tên người dùng của những người mà họ tin là đang vi phạm bản quyền bài hát của họ. Vào tháng 3 năm 2001, Napster giải quyết cả hai vụ kiện, sau khi bị Tòa án phúc thẩm vòng 9 đóng cửa trong một vụ kiện riêng từ một số hãng thu âm lớn (xem bên dưới). Năm 2000, đĩa đơn Music của Madonna đã bị rò rỉ ra ngoài và được chia sẻ trên Napster trước khi đưa ra thị trường, tạo ra cơn sốt truyền thông phổ biến. Việc sử dụng Napster đã được xác minh đạt đỉnh với 26,4 triệu người dùng trên toàn thế giới vào tháng 2 năm 2001.
Năm 2000, công ty thu âm âm nhạc Mỹ A&M Records cùng với một số công ty thu âm khác, thông qua Hiệp hội Công nghiệp ghi âm Mỹ (RIAA), đã kiện Napster (A &amp; M Records, Inc. v. Napster, Inc.) với lý do vi phạm bản quyền theo Đạo luật bản quyền kỹ thuật số thiên niên kỷ (DMCA) của Hoa Kỳ. Napster đã phải đối mặt với những cáo buộc sau đây từ ngành công nghiệp âm nhạc:
1. Người dùng của nó đã vi phạm trực tiếp bản quyền của nguyên đơn.
2. Napster đó chịu trách nhiệm cho hành vi xâm phạm bản quyền của nguyên đơn.
3. Napster đó chịu trách nhiệm cho việc xâm phạm bản quyền của nguyên đơn.

Napster thua kiện tại Tòa án quận nhưng sau đó kháng cáo lên Tòa phúc thẩm Hoa Kỳ cho Vòng thứ chín. Mặc dù rõ ràng Napster có thể có những mục đích sử dụng không vi phạm có ý nghĩa về mặt thương mại, Vòng thứ chín vẫn giữ nguyên quyết định của Tòa án quận. Ngay sau đó, Tòa án quận đã ra lệnh cho Napster theo dõi các hoạt động của mạng và hạn chế quyền truy cập vào tài liệu vi phạm khi được thông báo về vị trí của tài liệu đó. Napster không thể tuân thủ và do đó phải đóng cửa dịch vụ vào tháng 7 năm 2001. Năm 2002, Napster tuyên bố rằng họ đã phá sản và bán tài sản của mình cho một bên thứ ba.